# Fougères
Fougères település Franciaországban, Ille-et-Vilaine megyében. Lakosainak száma 20 602 fő (2022. január 1.). Fougères Laignelet, Beaucé, La Selle-en-Luitré, Javené és Lécousse községekkel határos.

## Fekvése
Cherrueitől délkeletre fekvő, Bretagne keleti kapujának tartott település.

## Története

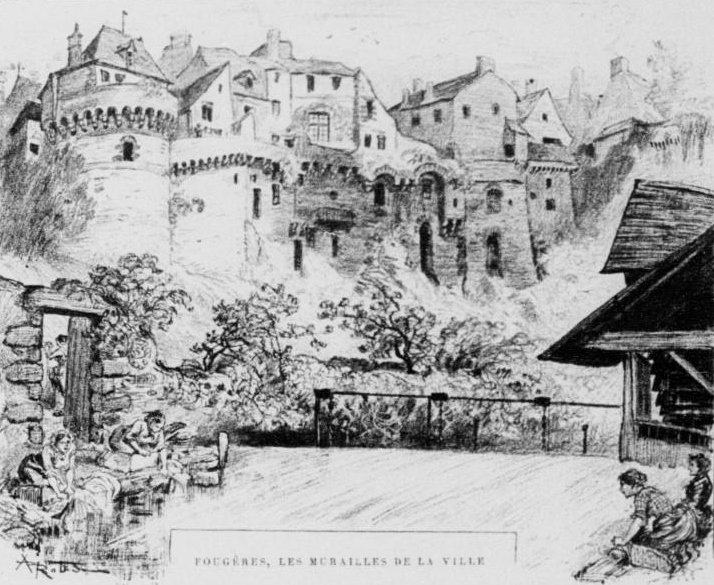

A Couesnon és a Nancon folyócska egybefolyásánál épült település legfőbb látnivalója óriási, máig épen maradt erős vára, mely a hagyományoktól eltérően nem a környező dombokra épült, hanem a völgy egy kiemelkedő magaslatára. A 12. században, amikor a vár építéséhez hozzákezdtek a halmot holt folyóágak és mocsarak vették körül. 
A lópatkó formájú, hatalmas várkastély a város Rennes felőli kijáratánál helyezkedik el, két teljes hektárt magába foglaló területen.

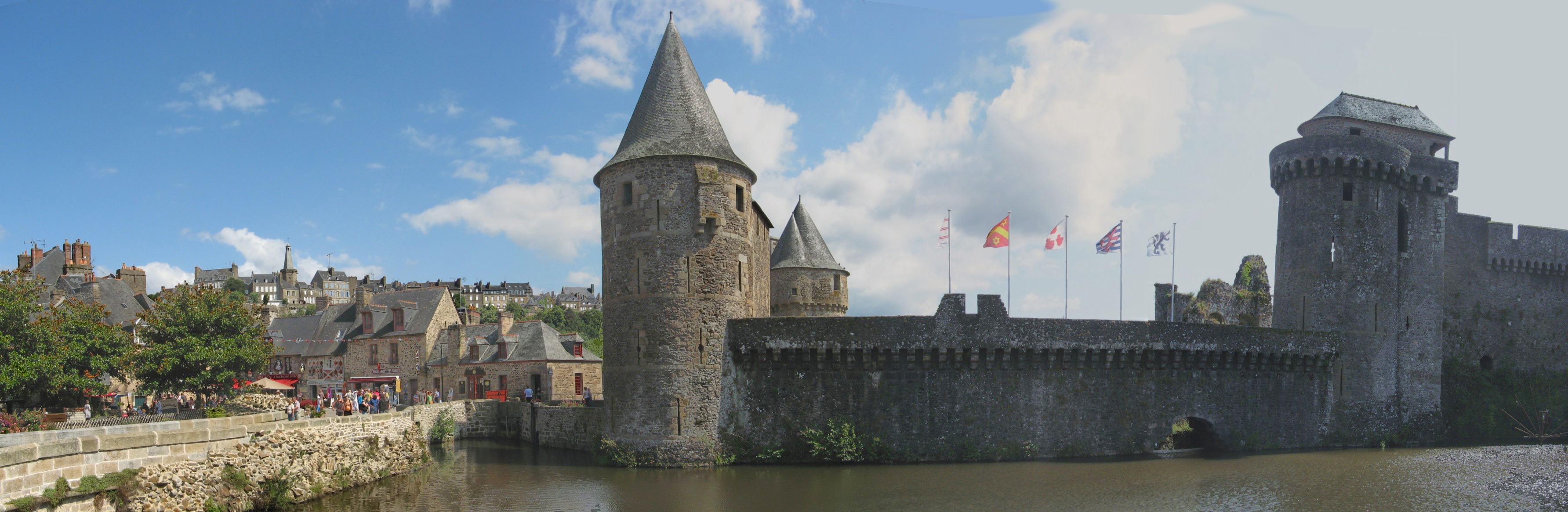

Falai vöröses gránitból épültek, 13 vaskos toronnyal. Bejárata egy hármas torony alatt található. 
A régi városfalak végében, a várkastéllyal szemben egy ritka díszfákkal beültetett park (Place aux Arbres) és teraszai láthatók, innen a legszebb a kilátás a várra.

## Galéria

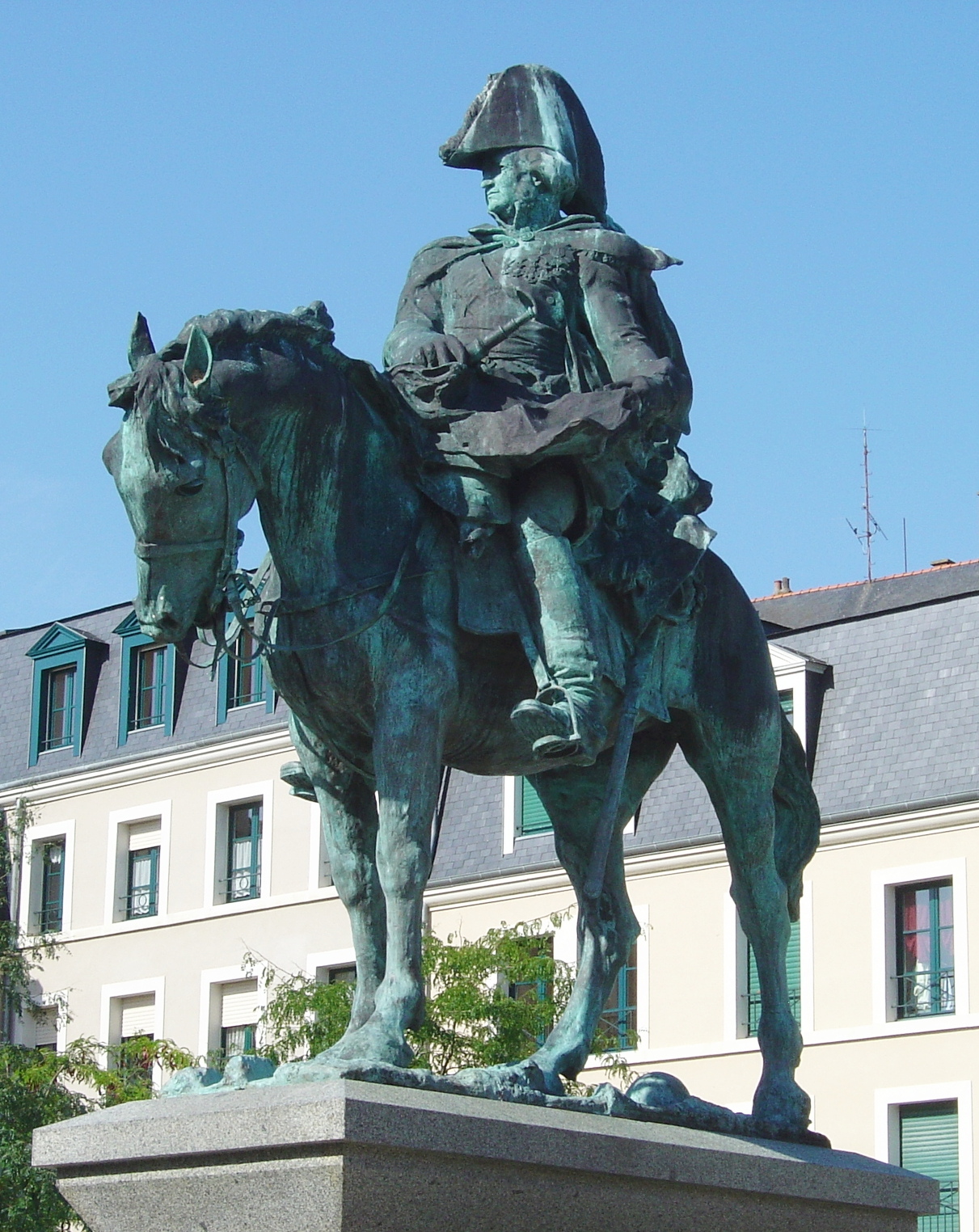
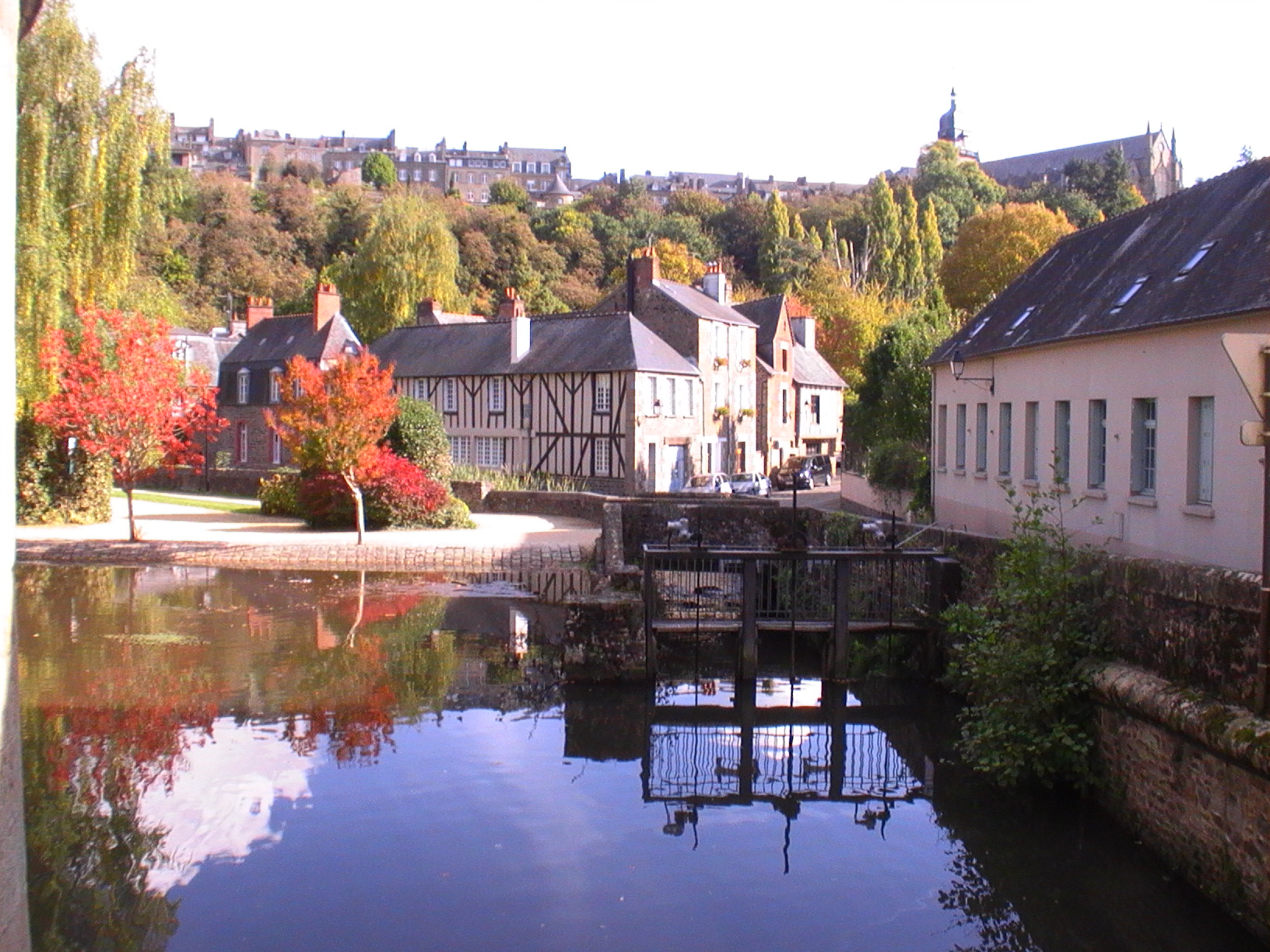
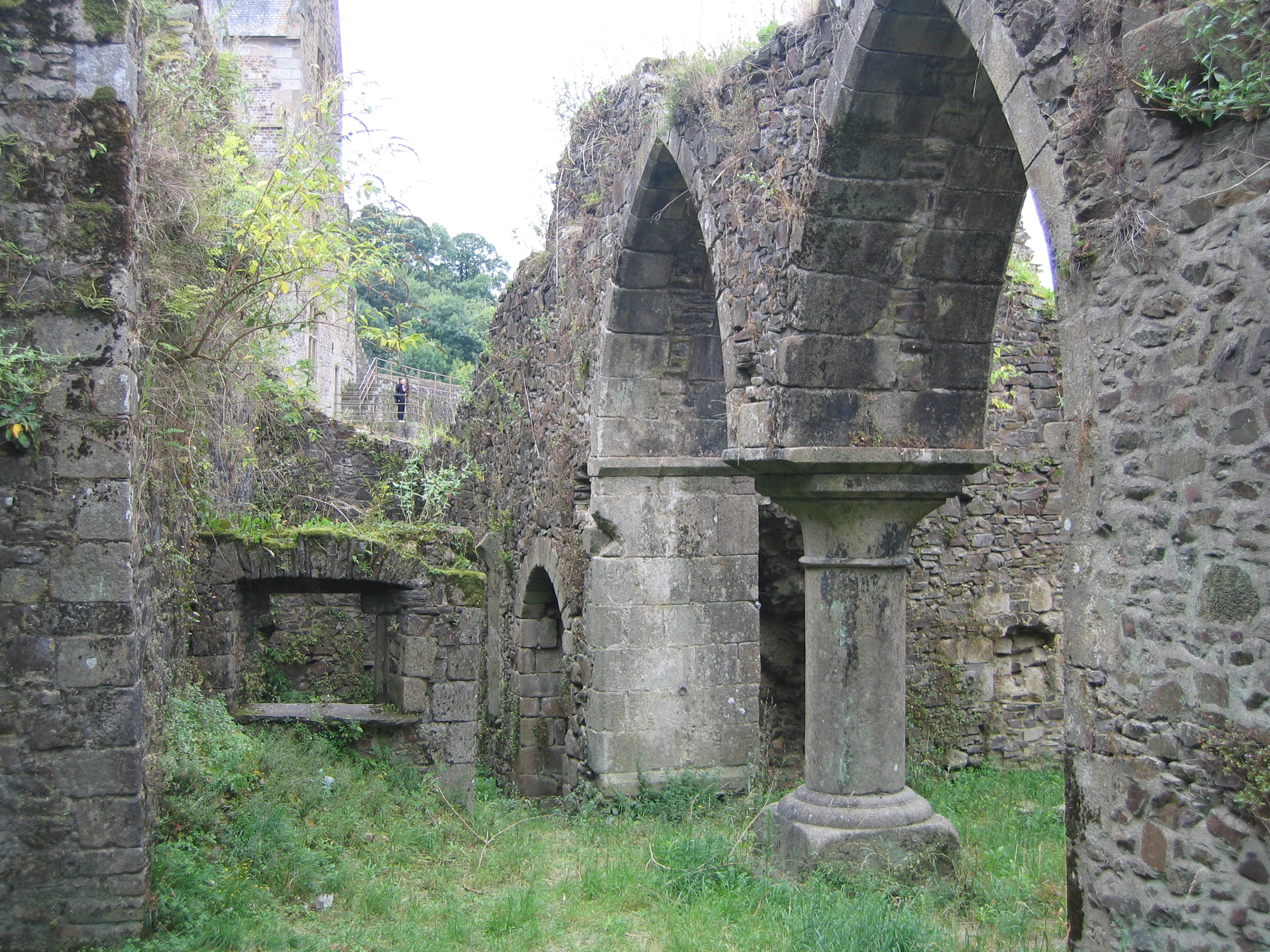